# Topografie (Kartografie)

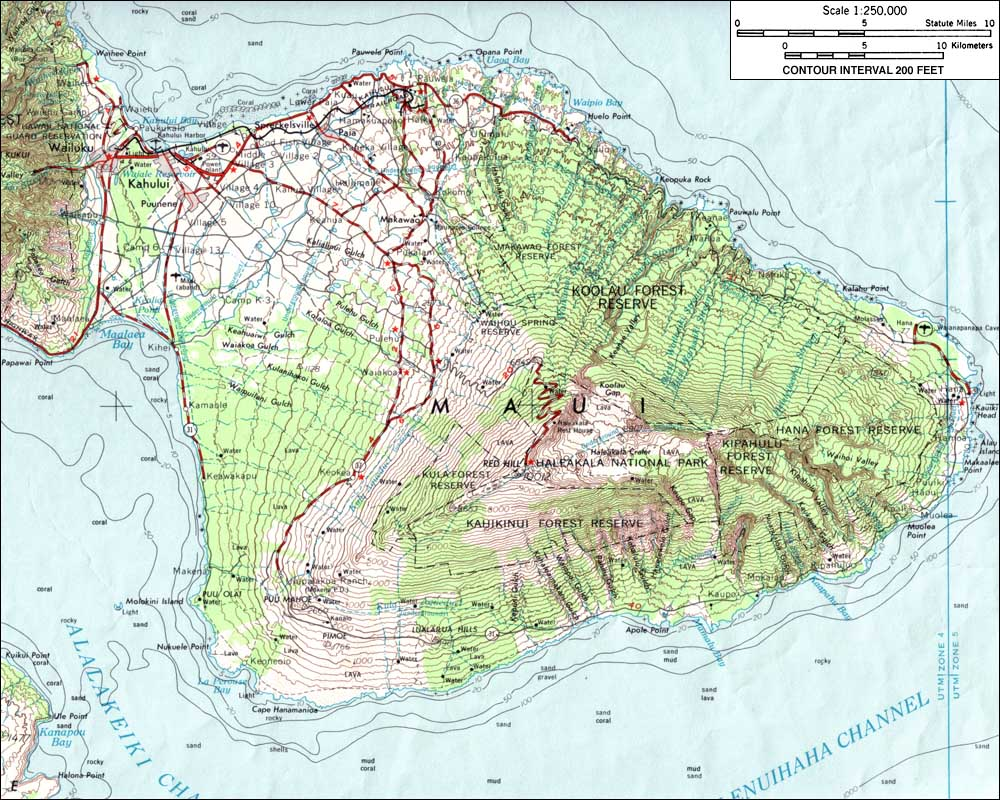
Topografische Karte von Maui (Hawaii)

Die Topografie oder Topographie ist jenes Teilgebiet der Landesvermessung bzw. Kartografie, das sich mit der detaillierten Vermessung, Darstellung und Beschreibung der Erdoberfläche und der mit ihr fest verbundenen natürlichen und künstlichen Objekte (Situation) befasst. Die größte Bedeutung haben das Gelände und seine Formen (Relief), die Gewässer, die Bodennutzung bzw. der Bewuchs sowie die Bauwerke und Verkehrswege.
Der Name kommt von griechisch τόπος tópos („Ort“) und γράφειν gráphein („zeichnen, [be-]schreiben“) und bedeutet wörtlich „Ortsbeschreibung“, sinngemäß „Geländeskizze“ oder „Geländeplan“.
Topografische bzw. Geländeaufnahmen werden durch Topografen und/oder Vermessungsingenieure vorgenommen. Die Messungen erfolgen terrestrisch (mit Tachymeter, GPS/GNSS oder früher mit dem Messtisch, Kompass und Gefällsmesser) oder mit Hilfe von Luftbildern (seltener Satellitenbildern). Terrestrisch wird das Gelände punktweise eingemessen, gestützt durch Strukturlinien. Aus Luftbildern (Aerofotogrammetrie) kann man neben der Erfassung von Objekten auch den Verlauf der Höhenlinien im Gelände bestimmen.
Die Ergebnisse werden in topografischen Karten (Landkarten) oder einem kartografischen Relief dargestellt, oder nach neuerer Methodik als digitales Landschaftsmodell. Hingegen wird die reine Höhendarstellung des Geländes als digitales Höhenmodell bezeichnet, seine Ergänzung um Gebäude, Leitungen etc. als Landinformationssystem (LIS).
In der Geografie wird der Begriff Topografie oft auch im Sinne von Darstellung der Orografie benutzt, also der Kartierung des Geländes mit seinen Höhenstrukturen und Gewässern.